# Luís Fernando Flores
Luís Fernando Rosa Flores, detto Luís Fernando Flores (Bagé, 22 febbraio 1964), è un ex calciatore brasiliano, di ruolo centrocampista.

## Caratteristiche tecniche
Giocava come centrocampista, più precisamente come centrale di centrocampo. Aveva una buona tecnica e una certa abilità nel finalizzare.

## Carriera

### Club
Iniziò a giocare nella sua città natale, Bagé, e a sedici anni divenne professionista, stabilendosi peraltro come titolare nel Guarany. Rimase con il club dalla maglia bianco-rossa fino al 1982. Si trasferì dunque all'Atlético Carazinho, all'Inter Santa Maria e al Caxias, club in cui fu notato e acquistato dall'Internacional di Porto Alegre. Con il club della capitale gaúcha partecipò ai due secondi posti consecutivi in campionato, nel 1987 e nel 1988. Il debutto in massima serie era avvenuto il 31 agosto 1986 contro il Sobradinho, mentre la prima rete l'aveva segnata il 27 settembre contro il Sampaio Corrêa. Si mise in evidenza soprattutto nel corso della Copa Brasil 1986, realizzando undici gol in venti gare. Nel 1989 si trasferì al club neocampione del Brasile, il Bahia, e vi rimase una stagione. Nel 1990 lasciò Salvador per Belo Horizonte: il Cruzeiro lo acquistò, difatti, e al suo primo anno Luís Fernando Flores partecipò alla vittoria del titolo statale. A livello nazionale il centrocampista risaltò particolarmente, tanto da venire incluso nella lista dei migliori undici del campionato dalla rivista Placar. Nel 1991 e nel 1992 prese parte alla doppietta in Supercoppa Libertadores con il Cruzeiro, e nel 1993 accettò l'offerta del Marítimo di andare a giocare in Portogallo. A Madera Flores rimase una stagione, la 1993-1994, totalizzando ventitré presenze e un gol. Tornato in patria, vinse per due volte la Coppa del Brasile, nel 1993 e nel 1996, abbinandovi in entrambe le occasioni anche la conquista del titolo Mineiro. Nel 1997 lasciò definitivamente il Cruzeiro per il Villa Nova, e si ritirò nel 2000 giocando quattro partite con il Rio Grande.

## Palmarès

### Club

#### Competizioni nazionali
- Campionato Mineiro: 4

Cruzeiro: 1990, 1992, 1994, 1996
- Coppa del Brasile: 2

Cruzeiro: 1993, 1996

#### Competizioni internazionali
- Supercoppa Libertadores: 2

Cruzeiro: 1991, 1992
- Copa Master de Supercopa: 1

Cruzeiro: 1994
- Copa de Oro: 1

Cruzeiro: 1995

### Individuale
- Bola de Prata: 1

1990